# Maarten De Ceulaer
Maarten De Ceulaer (1983) is een Belgisch ontwerper.

## Biografie
De Ceulaer studeerde af in 2005 binnenhuisarchitectuur aan de Hogeschool Sint-Lukas in Brussel. Hij studeerde vervolgens in 2008 af aan de Design Academy Eindhoven.
Zijn werk bestaat onder andere uit het ontwerpen van meubels, interieurverlichting en schalen.

## Erkentelijkheden
- 2007 - Dynamo Young Belgian Designer Award 2007[5]
- 2009 - Nominatie Best New Product Award (The Blueprint Awards at 100% Design Londen)[6]
- 2012 - Henry van de Velde award voor jong talent (Design Vlaanderen)[7]
- 2020 - Eregast op Contemporary Design Market[8][9]